# 綁縛 (BDSM)

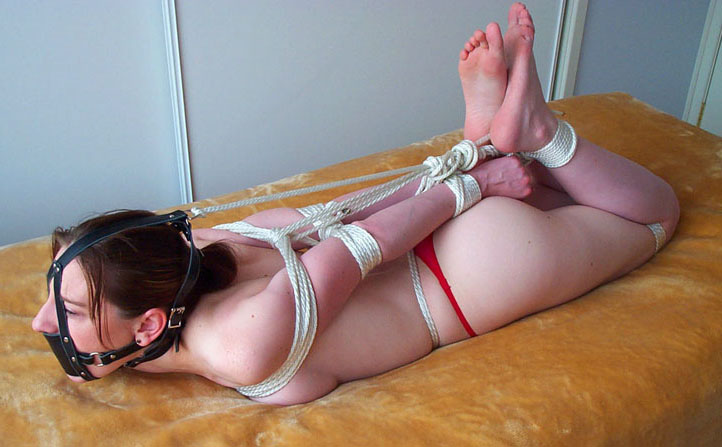
一个被紧缚的人

性捆綁、性绑缚是一種人類性活動，以綑綁等約束肢體的方式來達到愉悅感。这是性虐恋活动最常见的行为，也是最典型的活动。虐恋活动中，施虐者使用绳索、手銬、脚镣、枷锁、铁链等用具捆绑、束缚受虐者，造成受虐者无法自由活动，再对被缚的受虐者施加其他项目，例如打屁股、肛交和其他项目等等。
绳索捆绑的手法多种多样，除了简单的捆绑手腕之外，还有更多复杂的绑法，最常用的主要有中式的五花大绑、日式绑缚和欧式绑缚等，每一种绑法都有很多的种类。甚至有的手法还拥有专门的名称和教学资料，绑缚爱好者社群通常会聚会举办活动，来相互交流、切磋各种捆绑方法。
现在的虐恋行为一般不进行其他项目，单纯只是实施捆绑，施虐者和受虐者着衣普通，并不暴露。单纯以交流捆绑手法、欣赏其艺术表现为目的，通常称作“绳艺”，各地有出现专门的绳艺摄影工作室，来拍摄与绳艺有关的图片、视频或者影视剧。有一些虐恋者因为担心安全问题或者不想暴露自己的爱好，而实施自我绑缚，不需要另一个人的帮助。

## 相关联系

皮革自豪之旗

在美國的研究顯示，大約有一半的男人覺得將人綁縛起來聽起來是情色的，許多女人也如此認為。不過，就如同任何關於性想法與性行為的研究一樣，目前可得的研究資料操作得並非很好，而一些做得最好的研究則已經過時，绑缚行为现在以非情色的方式为主，变得纯粹是一种爱好而已。
大眾對將緊縛作為一種个人爱好的接受程度以緩慢的速度上升，人们开始理解并且接受这种爱好。在1970年代受歡迎的主流性愛手冊《The Joy of Sex》一書，將緊縛視為一種正面的活動（如果時間不長的話）。瑪丹娜出版的《Sex》一書中有被緊縛起來的裸體者圖片，這對大眾知覺並且接受緊縛具有很大的幫助。到了1990年代，緊縛可以在如《魔法奇兵》（Buffy the Vampire Slayer）這種主流的黃金時段電視影集中看到，在那裡面會出現如绳索、手銬、項圈這類道具，以及安全暗號這種概念的使用。

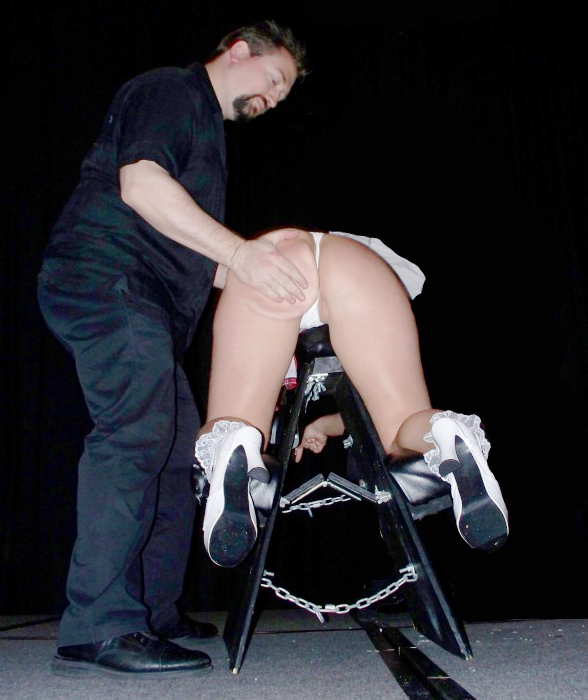
打屁股

## 分歧觀點
不同團體對於綁縛擁有不同的觀點，在這些團體中，綁縛所扮演的社會角色與性角色都不相同，對於綁縛的界線也不一樣。這些團體包括有：
- BDSM社群者，他們主要將綁縛視為許多權力交换技巧中的一種。
- 绑缚爱好者将绑缚作为一种爱好，适当的捆绑或者捆绑他人会让他们感受到舒适与喜悦。
- 伴侶，他們將緊縛視為許多性技巧中的一種。
- 某些人在自慰時會幻想緊縛的情結。
- 有些人會为了自己的爱好，而獨自進行緊縛。

緊縛對兩性以及所有性傾向的人有可能產生性刺激。不過男同性戀中的一個次文化皮革族（leathermen），他們會在公眾場合表現出他們喜愛緊縛的明顯暗示，因此是否應該算在第一個團體中，是有爭議的。

### 拘束與伴侶
在緊縛的伴侶之間有著一種很深的信認感，他（她）們可能是夫妻，也可能只是有相同喜好的朋友，但是卻彼此關心，絶不會因為緊縛而傷害對方，而一同沉浸在緊縛的樂趣中。

### 欣賞
很多綁縛活動，並不會包括性行為，可以只作欣賞，享受被绑缚的感觉，或者觀看對方掙扎的動作。

## 技巧

### 拘束可區分為六大種類
- 將身體綁在一起的（繩、带、皮具）
- 將身體展開的（伸展横木、Ｘ型木具）
- 將身體與其他物體綑綁在一起的（椅子、柱子)
- 將身體某部位吊起來的（吊绑）
- 限制正常身體活動的（束裙、手銬、马具）
- 包裹：利用布或塑料制品将整个身体包裹成木乃伊状

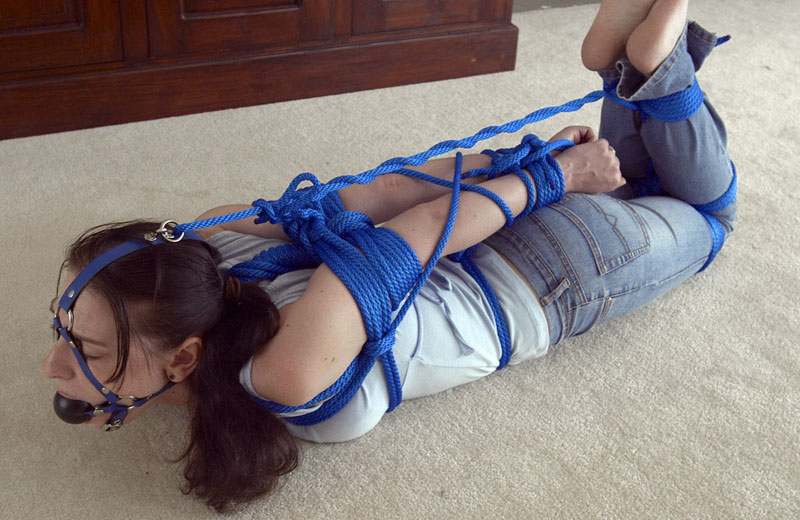
绳索是最常见的緊缚的工具

### 一些主要用於拘束的工具種類
- 繩子為首要之選，因為它具有高靈活性，不需要足夠的練習與技巧都能安全使用。
- 鐐銬，包含警用手銬、指銬與腹索。
- 专门機構使用的器具，如拘束衣（醫院為了拘束某些精神異常或粗暴的病患所使用的工具）
- 特別為綁縛活動製作的器具，像是索臂袋，睡袋,单手套與钩子等。

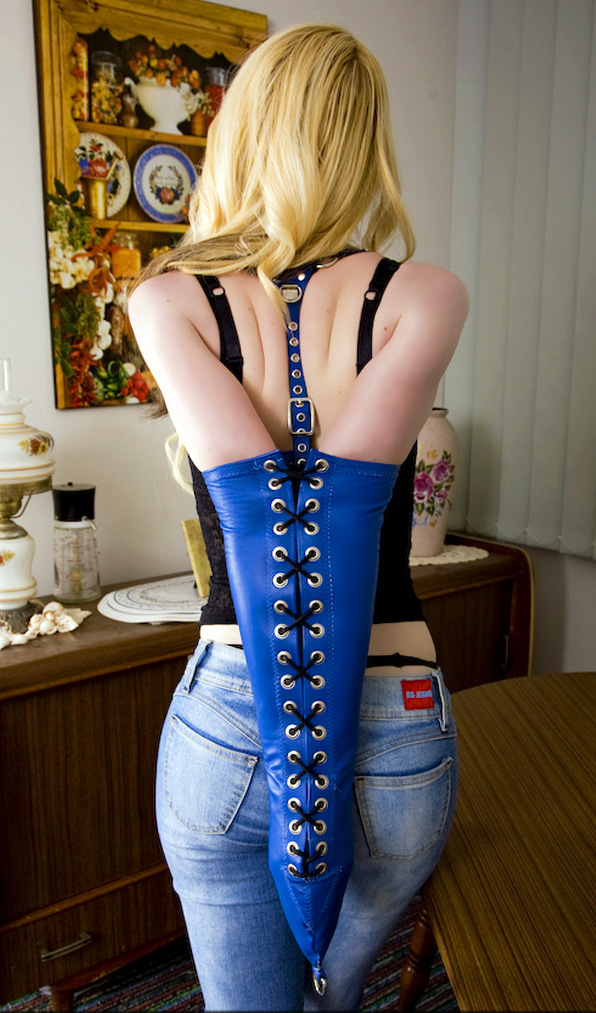
单手套是BDSM中常用的工具

- 单手套是BDSM中常用的工具以一些日常用品充當的緊縛工具，例如以絲襪充當繩索來進行捆綁；或將襪褲的一筒套於身上（如雙手、雙腳，甚至全身）以約束身體活動。

### 簡易綁縛技巧
- 口头绑缚：主要是施虐者命令受施者做某件事情
- 只將雙手綁在身體前面或背後.
- 将手分别固定在腰部前后或两侧
- 四肢延伸：将双腕及双脚分别固定住，将人身体拉伸开来
- 驷马攒蹄〈Hogtie（英语：Hogtie）〉：将四肢捆绑于身后
- 胯部繩結：将绳子穿过受施者胯下，并以绳结压迫其生殖器官

### 更複雜的技巧
- 合掌縛り：在背後比出合掌，手指朝上的手勢，以繩索之類的拘束具將手勢固定（不建議使用於肩膀不靈活的人體上）。
- 後頭両手縛り：舉手過肩，將雙手手腕於頭部後方綑綁在一起，接著利用一段繩索，鏈條或缚带加以固定。此外，也經常利用许多场景來進行绑缚之設置。
- 強姦幻想：施虐者在经受虐者同意后假想将其绑架并控制。
- 奴役。
- 困境：受施者被強迫在兩種拷打的方式擇一。例如：鞭打背部或胸部。如果受施者再也無法承受任一種拷打，則施虐者會切換到另一種。我們也可以運用力學原理，像是命令受施者蹲下，在其嘗試站起來時，將胯部繩結拉緊。
- 自我綁縛牽涉到的技巧更加複雜：以特別的方法將自己綁縛，在一定的時間過後將自己鬆綁。自我綁縛的危險性很高。